# Flughafen München-Riem
Flughafen München-Riem, også benævnt Munich-Riem Airport (IATA: MUC, ICAO: EDDM), var en internationale lufthavn ved området Trudering-Riem, i München, i delstaten Bayern, Tyskland.
Den blev nedlagt i 1992 og afløst af Flughafen München Franz Josef Strauß.

## Historie
Byggeriet af lufthavnen startede i 1936, og få uger efter starten af 2. verdenskrig i 1939 lettede det første fly, der gik til Berlin. Lufthavnen blev regnet som den tids mest moderne i verden. Den erstattede Flugplatz Oberwiesenfeld (nu Olympiapark). 9. april 1945 blev lufthavnen alvorlig beskadiget da De Allierede bombede området.
Efter afslutningen af krigen genopbyggede man lufthavnen fuldstændig, og en DC-3 maskine fra Pan-Am landede 6. april 1948 som det første kommercielle fly. I november 1949 forlængede man landingsbanen til 1900 meter.
6. februar 1958 skete den berømte ulykke i lufthavnen, da et Airspeed Ambassador fly fra British European Airways styrede ned kort efter starten. Af de 44 personer der var om bord på flyet omkom 23, heraf 8 spillere fra den engelske fodboldklub Manchester United.
Air France var det første flyselskab der landede med et jetfly i lufthavnen. Det skete 29. oktober 1958 da et Sud Aviation Caravelle satte landingshjulene ned banen, som netop var blevet udvidet med 700 meter.
Allerede i 1963 begyndte man at kigge sig om efter et andet område, hvor der kunne opføres en helt ny lufthavn. Den nuværende placering i Trudering-Riem var ikke optimal. Man kunne hverken bygge en ny tværgående eller parallel landingsbane, uden at man skulle tvangsflytte mange bebyggelser. Luftfarts myndighederne kunne hverken få politisk eller juridisk medhold.
I 1965 etablerede lufthavnen og Lufthansa i fællesskab en stor hangar til en pris af 10 millioner D-mark. 4 år senere forlængede man hovedlandingsbanen endnu engang, så den fik sin endelig længde på 2804 meter. I 1971 indviede man en ny passagerterminal, og det år passerede antallet af passagerer der benyttede lufthavnen 4 millioner.
Den 31. juli 1982 skete der et terrorangreb i afgangshallen, da en bombe sprang i det område hvor passagerer til Israel ventede. 7 personer blev såret alvorligt, men ingen omkom ved attentatet.
12 millioner passagerer benyttede i 1991 lufthavnen, og kapacitetsgrænsen var nået. Man byggede en midlertidig hal der kunne tage sig af charter- og ferietrafikken, for at aflaste den oprindelige terminal.
Natten imellem 16. og 17. maj 1992 overflyttede man flykoder og alle aktiviteter til den nye Flughafen München Franz Josef Strauß, og Flughafen München-Riem lukkede permanent.